# The Sidh
The Sidh（ザ・シッド）は、イタリアのインストゥルメンタルバンド。2010年、イアン・アレクサンダー・マー (Iain Alexander Marr) とフェデリコ・メラート (Federico Melato) によってイタリアで結成された。2011年にはサルバトーレ・パリアーロ (Salvatore Pagliaro) と、マイケル・スベット (Michael Subet) が加入し、4人体制となる。ザ・シッドは伝統的な民謡となるケルト音楽とロックや電子音楽を融合させた演奏で知られるが、メンバーはアイルランド人でもスコットランド人でもなく、イアンはスコットランド人とのハーフではあるが、全員がイタリア人である。
2018年、音楽雑誌 Valkyries Webzine 誌によるインタビューの中で、イアンはスコットランド人とのハーフ環境で育ったことが音楽性に強く影響していると答えており、フェデリコも幼い頃から地元で開催されるケルト音楽祭でパーカッションを習うため好んで参加しており、祭りの愛好家一家であったことが影響していると答えている。また、後にギターとして参加したサルバトーレも、以前は別のバンドでバグパイプを習っていた。
なお、イタリアは紀元前4世紀始めから何百年もの間ケルト人によって北から侵略を受けたことでエトルスキによる支配が崩壊した。この歴史から北イタリア地域の音楽性はケルト音楽の強い影響を受けている。
2012年にリンジー・スターリングのツアーに登壇したことが認知度の向上に繋がっており、アイルランドの多数のダンスカンパニーなどとコラボレーションする切っ掛けとなった。なお、2015年にはリンジーのオープニングアクトを務めている。以後、ヨーロッパ各地で開催される多数のケルト音楽祭に出演している。

## メンバー
- イアン・アレクサンダー・マー（笛 / バグパイプ）
- フェデリコ・メラート（キーボード / ピアノ / シンセサイザー / パーカッション）
- サルバトーレ・パリアーロ（ギター）
- マイケル・スベット（ベース）

## ディスコグラフィー

### アルバム
- Follow the Flow（2012年）
- Nitro（2014年）
- Another Way to Fly（2018年）
- Nigredo（2021年）